# Северный бульвар (Москва)
Се́верный бульвар — улица в районе Отрадное Северо-Восточного административного округа города Москвы. Проходит от улицы Декабристов до Юрловского проезда.

## Название
Происхождение названия бульвара имеет две версии: по нахождению в северной части города, либо в честь Северного тайного общества, организовавшего восстание декабристов; в пользу второй версии говорит то, что имена окружающих бульвар улиц имеют декабристскую тематику.

## Описание
Северный бульвар проходит на северо-восток, начинаясь от улицы Декабристов и имея при этом две проезжие части: южную — фактическое продолжение улицы Хачатуряна и северную, начинающуюся от улицы Санникова. Приблизительно посредине к бульвару примыкают улица Пестеля по чётной стороне и улица Бестужевых по нечётной стороне. Бульвар заканчивается у пересечения с Юрловским проездом, переходя в проезд Дежнёва.
По южной проежей части от улицы Хачатуряна от начала и до пересечения с улицами Пестеля и Бестужевых осуществляется двустороннее движение, а на остальной её протяжённости — одностороннее. Северная проезжая часть — полностью односторонняя.

## Общественный транспорт

### Внеуличный транспорт

#### Станцииметро
- Отрадное

### Наземный транспорт

#### Автобусы
- 23:  Тимирязевская —  Фонвизинская —  Отрадное — Северный бульвар — ЖК «Юрлово»
- 71:  Ботанический сад —  Отрадное — Северный бульвар —  Медведково — Осташковская улица
- 124: Микрорайон 4 «Д» Отрадного —  Отрадное — Северный бульвар —  Бабушкинская — Станция Лосиноостровская
- 380:  Дегунино —  Отрадное — Северный бульвар —  Свиблово
- 603: Платформа Яуза —  Ботанический сад — Северный бульвар — Юрловский проезд
- 605: Юрловский проезд —  Отрадное — Северный бульвар —  Бабушкинская — Платформа Лось
- м54:  Верхние Лихоборы —  Отрадное — Северный бульвар —  Бабушкинская — Станция Лосиноостровская
- С6:  Отрадное — Северный бульвар — Юрловский проезд

## Фотографии

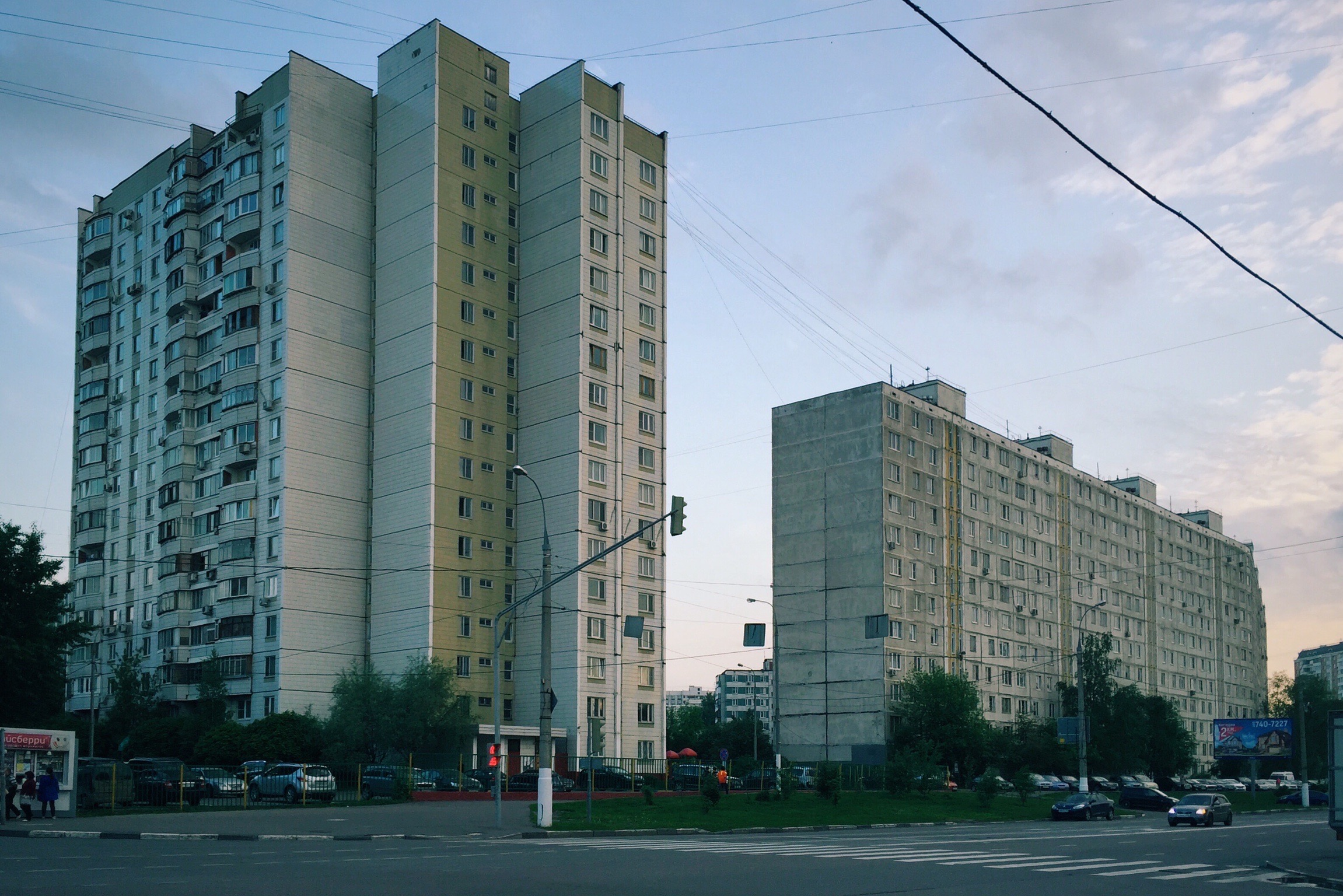
Пересечение с улицей Пестеля
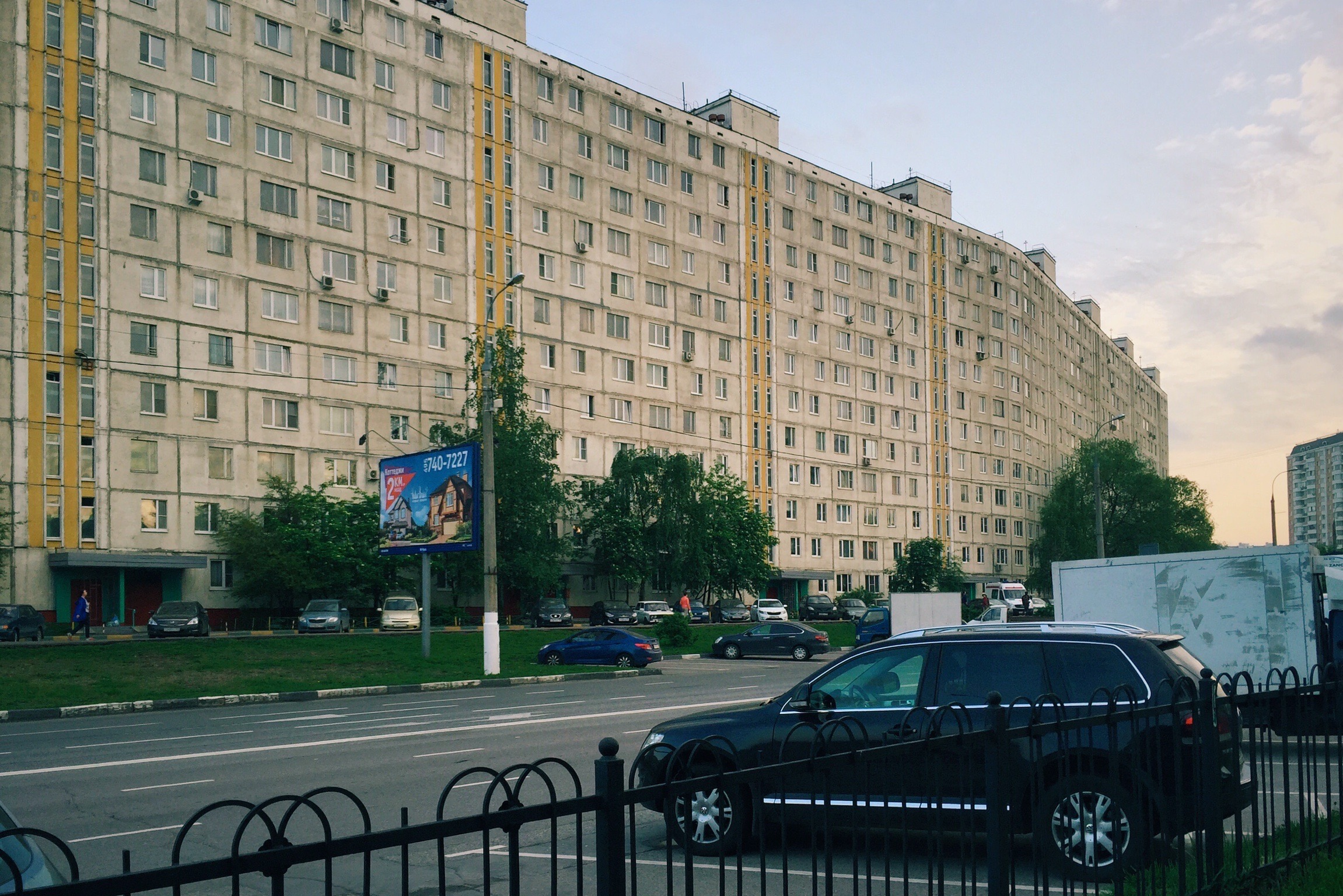
Дом 6
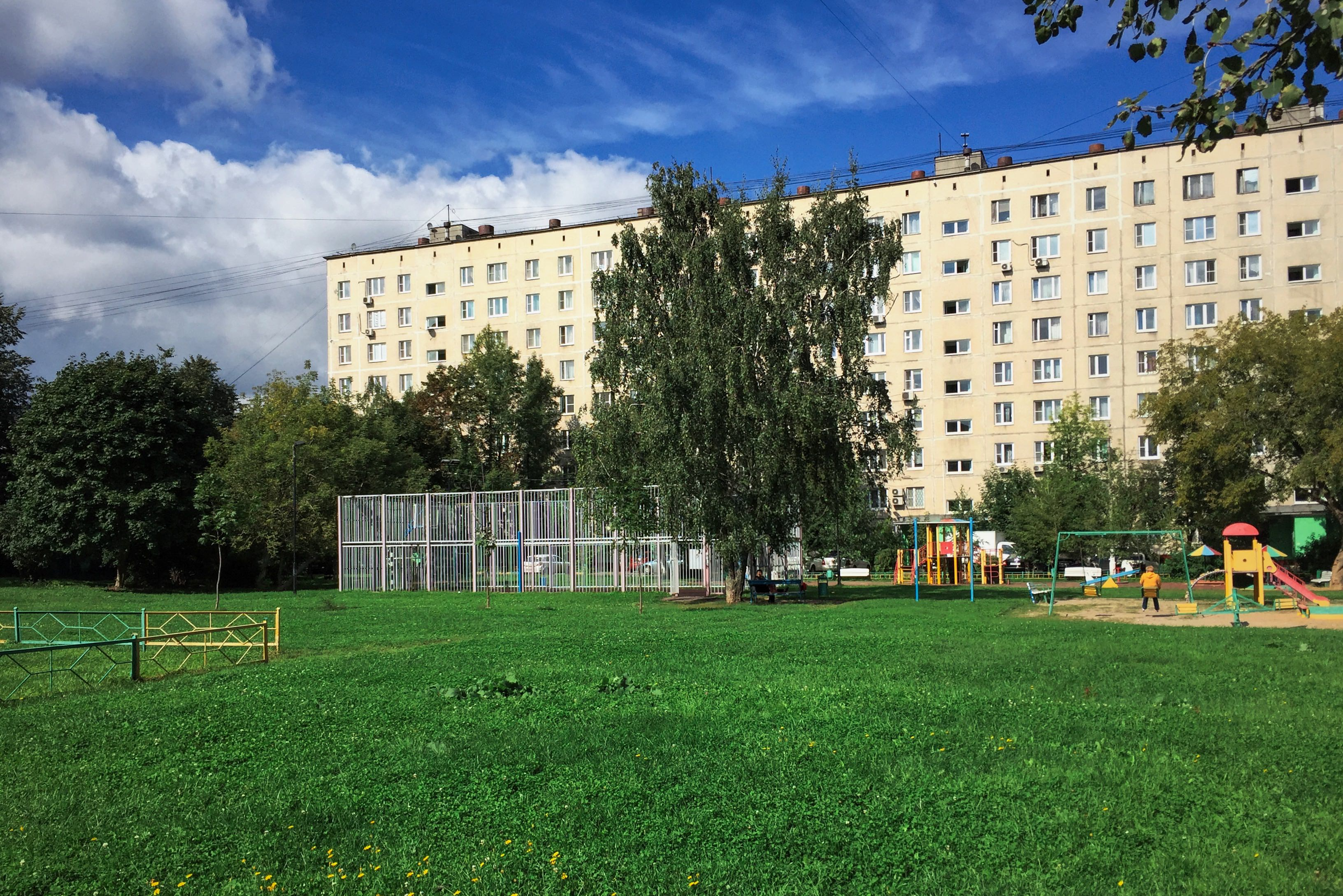
Дом 12Б
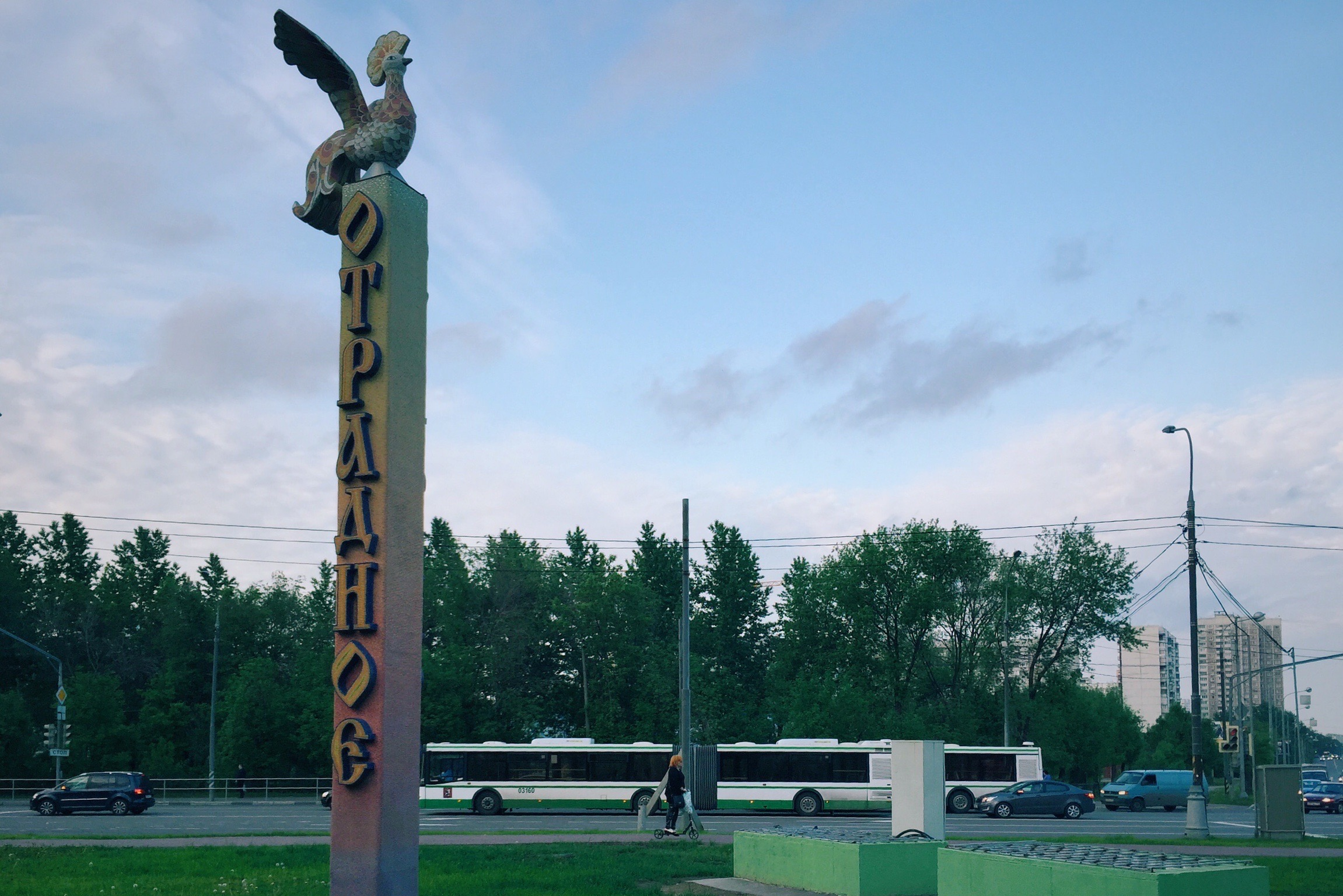
Стела в конце бульвара на границе Отрадного и Южного Медведкова
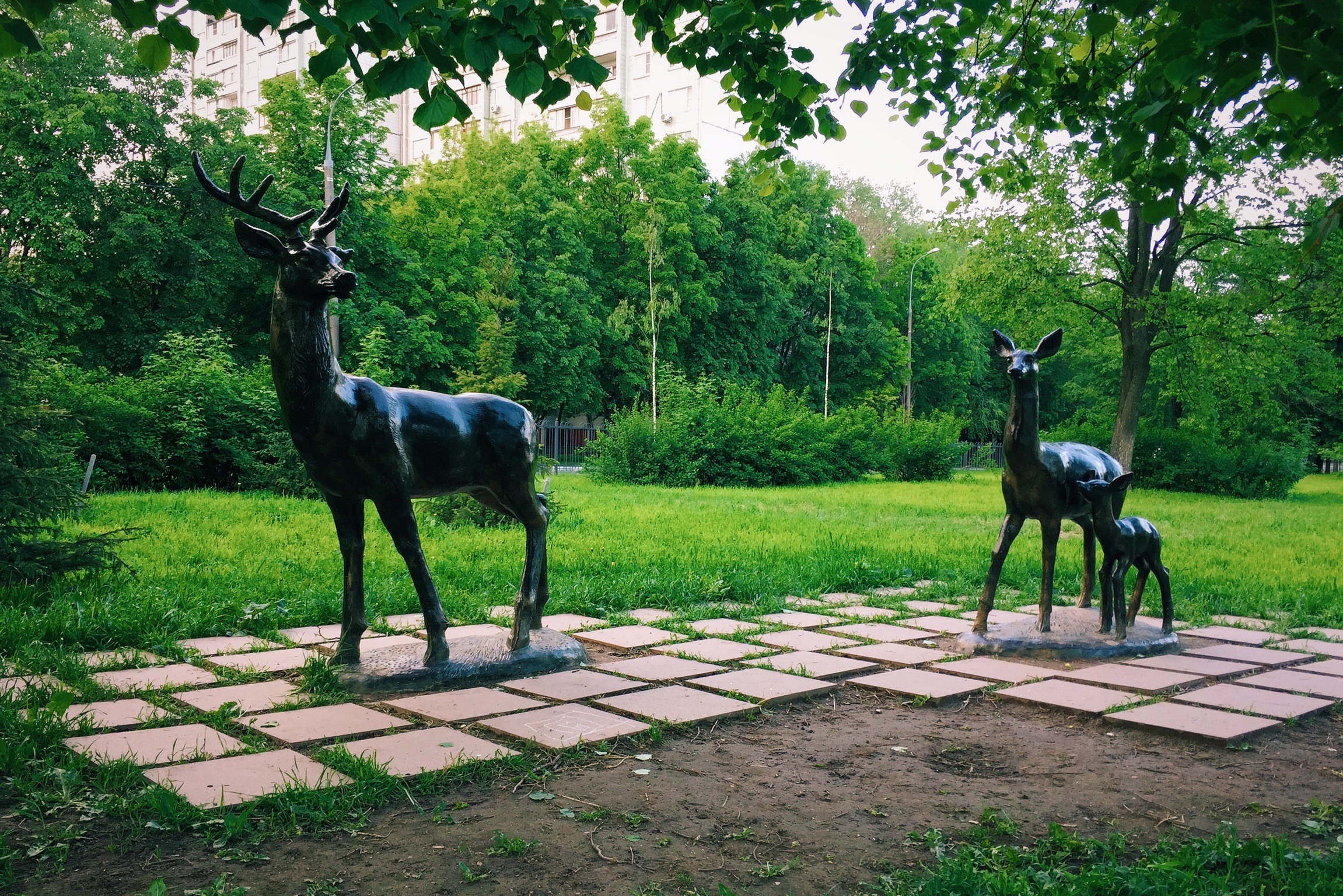
Скульптуры в конце бульвара